# Цілком незв'язний простір
У топології цілком незв'язним простором називається топологічний простір, який не має нетривіальних зв'язаних підмножин. У будь-якому топологічному просторі порожня множина і одноточкові множини є зв'язаними. У цілком незв'язаному просторі вони є єдиними зв'язаними підмножинами.
Важливим прикладом цілком незв'язаного простору є множина Кантора. Іншим прикладом, що відіграє ключову роль в алгебричній теорії чисел, є поле p-адичних чисел {\displaystyle \mathbb {Q} _{p}}.

## Означення
Топологічний простір X називається цілком незв'язним, якщо усі його компоненти зв'язності X є одноточковими множинами.
Подібними є так звані цілком відокремлювані простори для яких всі квазікомпоненти є одноточковими множинами. Іншими словами для будь-яких двох точок простору існує відкрито-замкнута множина, що містить лише одну із двох точок (доповнення цієї множини буде відкрито-замкнутою множиною, що містить лише іншу точку). 

## Приклади
- Дискретний простір
- Множина раціональних чисел
- Множина ірраціональних чисел
- Множина p-адичних чисел.
  - Більш загально, цілком незв'язними є усі проскінченні групи
- Множина Кантора
- Простір Бера
- Стрілка Зоргенфрея
- Кожен цілком відокремлюваний простір є цілком незв'язним. Натомість нехай {\displaystyle \mathbb {Q} _{0}=(\mathbb {Q} \sqcup \mathbb {Q} )/{\sim }} , де еквівалентність полягає у ідентифікації однакових елементів двою копій раціональних чисел за винятком нуля. Цей простір є цілком незв'язним але розглянувши дві копії нуля можна показати, що він не є навіть гаусдорфовим і тим більше не є цілком відокремлюваним.
- нульвимірний гаусдорфів простір
- Нульвимірні T1-простори
- Екстремально незв'язний гаусдорфів простір
- Простір Стоуна
- Віяло Кнастера — Куратовского є прикладом зв'язного простору, який при видаленні лише однієї точки стає цілком незв'язним
- Простір Ердоша ℓ2{\displaystyle \,\cap \,\mathbb {Q} ^{\omega }} є прикладом одновимірного цілком незв'язного простору.

## Властивості
- Підпростори, добутки і кодобуток цілком незв'язних просторів є цілком незв'язними.
- Цілком незв'язні простори є T1-просторами у випадку, якщо усі точки є замкнутими.
- При неперервному відображенні образ цілком незв'язного простору може не бути цілком незв'язним. Наприклад будь-який компактний метричний простір є образом множини Кантора.
- Локально компактний гаусдорфів простір є нульвимірним тоді і тільки тоді, коли він є цілком незв'язним.
- Будь-який цілком незв'язний компактний метричний простір є гомеоморфним підмножині зліченного добутку дискретних просторів.
- У загальному не вірно, що будь-яка відкрита підмножина цілком незв'язного простору є також замкнутою. Це не так, наприклад, у просторі раціональних чисел із топологією породженою стандартною метрикою. Тоді будь-яка множина {\displaystyle (a,b)} де {\displaystyle a,b\in \mathbb {Q} } і a < b є відкритою але не замкнутою.
- У загальному не вірно, що у цілком незв'язному просторі замикання відкритої множини є відкритою множиною, тобто не кожен цілком незв'язний гаусдорфів простір є екстремально незв'язним. Контрприкладом може бути стрілка Зоргенфрея.

## Конструювання незв'язного простору
Нехай {\displaystyle X} — довільний топологічний простір. Нехай {\displaystyle x\sim y} тоді і тільки тоді, коли {\displaystyle y\in \mathrm {conn} (x)} (де {\displaystyle \mathrm {conn} (x)} позначає максимальну зв'язану підмножину, що містить {\displaystyle x}). Очевидно, відношення {\displaystyle \sim } є відношенням еквівалентності, отже можна побудувати відповідний факторпростір {\displaystyle X/{\sim }.} Топологія на {\displaystyle X/{\sim }} природним чином визначається топологією на {\displaystyle X,} а саме, відкритими підмножинами {\displaystyle X/{\sim }} є ті множини класів еквівалентності, прообраз яких при відображенні факторизації є відкритим в {\displaystyle X.}
Простір {\displaystyle X/{\sim }} є цілком незв'язним. Справді, позначимо {\displaystyle q:X\to X/{\sim }} — відображення факторизації і припустимо, що {\displaystyle X/{\sim }} не є цілком незв'язним. Тобто існує компонента зв'язності {\displaystyle M\subset X/\sim ,} що містить дві різні точки {\displaystyle [x]} і {\displaystyle [y]}. Як компонента зв'язності {\displaystyle M} є замкнутою множиною, як і множина {\displaystyle q^{-1}(M),} що містить компоненти {\displaystyle [x]} і {\displaystyle [y]}. Оскільки {\displaystyle [x]} і {\displaystyle [y]} є різними компонентами зв'язності, то {\displaystyle q^{-1}(M)} не є зв'язаною множиною і тому існують дві відкриті непусті підмножини {\displaystyle U,V\subset q^{-1}(M)} із пустим перетином для яких {\displaystyle U\cup V=q^{-1}(M).}
Також {\displaystyle q^{-1}(q(U))=U}, оскільки якщо {\displaystyle u\in q^{-1}(q(U))} тоді {\displaystyle q(u)=q(u')} для деякого {\displaystyle u'\in U}.
Тобто {\displaystyle u} і {\displaystyle u'} належать одній компоненті зв'язності {\displaystyle C=q^{-1}(\{u\})\subseteq q^{-1}(M)}.
Оскільки {\displaystyle C=(C\cap U)\cup (C\cap V)} і {\displaystyle C\cap U\neq \emptyset }, то {\displaystyle C\cap V=\emptyset } і {\displaystyle C\subseteq U}.
Відповідно {\displaystyle M=q(U)\cup q(V)} де {\displaystyle q(U)}, {\displaystyle q(V)} є непустими відкритими множинами із пустим перетином. Тобто {\displaystyle M} не може бути зв'язаною множиною.
Також виконується універсальна властивість: якщо {\displaystyle f:X\rightarrow Y} є неперервним відображенням у цілком незв'язний простір, то воно єдиним чином задається у вигляді {\displaystyle f={\breve {f}}\circ q,} де відображення {\displaystyle {\breve {f}}:(X/\sim )\rightarrow Y} є неперервним, а {\displaystyle q} — відображення факторизації. 